# عشق سیاه
عشق سیاه (به ترکی استانبولی: Kara Sevda) مجموعهٔ تلویزیونی محصول کشور ترکیه است. تولید و پخش این مجموعهٔ تلویزیونی از سال ۲۰۱۵ تا ۲۰۱۷ در شبکه استار تی‌وی ترکیه در حال انجام بوده و قسمت آخر آن در ۲۱ ژوئن ۲۰۱۷ (۳۱ خرداد ۱۳۹۶) پخش گردیده‌است. عشق سیاه اولین مجموعه تلویزیونی ترکیه‌ای بود که در یوتیوب به بازدید بالای یک میلیون دست یافت و به بیش از ۳۰ زبان دوبله شد.

## شخصیت‌ها
| بازیگر               | نقش             | دوبلور          |
| -------------------- | --------------- | --------------- |
| بوراک اوزچیویت       | کمال سویدره     | رومان امیری     |
| نسلیهان آتاگول       | نیهان سزین      | شیرین رایان     |
| کان اورگانجی‌اوغلو    | امیر کوزجوغلو   | کامبیز شکوفنده  |
| ملیسا آسلی پاموک     | آسو الاجهان     | خاطره محمودیان  |
| هازال فیلیز کوچوکوسه | زینب سویدره     | ساناز قوامیان   |
| رزگار آکسوی          | طارق سویدره     | مهدی پهلوان     |
| اورهان گونر          | حسین سویدره     | مجید مرتضوی     |
| زینو اراجار          | فهیمه سویدره    | پریسا وظیفه‌دوست |
| نشه بایکنت           | ویلدان عاجم‌زاده | حسین خاوری      |
| زرین تکیندر          | لیلا عاجم‌زاده   | مریم سیگارودی   |
| کورشات آن‌آچیک        | اوندر سزین      |                 |
| باریش آلپایکوت       | اوزان سزین      |                 |
| علی بوراک جیلان      | طوفان کانر      | عباس چهاردهی    |
| بوراک سرگن           | غالب کوزجوغلو   | پرهام بادره     |
| کرم آلیشیک           | آیهان کاندارلی  |                 |
| اوعور اسلان          | زهیر            |                 |
| ارهان آلپای          | هاکان تاندراک   |                 |
| آرون برن             | دنیز سویدره     |                 |
| چاگلا دمیر           | بانو آکمریچ     |                 |
| گوکای موفتوغلو       | صالح            |                 |
| متین جوشکون          | حقی الاجهان     |                 |
| اجه مدسروغلو         | زهرا تزکان      |                 |
| گیزم کاراجا          | کمیسر مرجان     | آزاده صادقی     |
| آیشن اینجی           | مژگان کوزجوغلو  |                 |
| برک گونشبرک          | شفق تاندراک     |                 |
| نیهان آشیجی          | یاسمین          |                 |
| اجه یاشار            | ایدا            |                 |
| الیف ازکول           | سما             |                 |
| میرکا میرسلاوا بوجاک | کارن            |                 |
| باریس کیسلک          | آدم             |                 |
| باشاک آکان           | افسانه          |                 |
| باریس آکویون         | صدقی            |                 |

## برنامه انتشار

### پخش ترکیه
| فصل | روز پخش و زمان | شروع فصل        | پایان فصل    | تعداد قسمت‌ها | شماره قسمت‌ها  | سال پخش   | کانال تلویزیونی |
| --- | -------------- | --------------- | ------------ | ------------ | ------------- | --------- | --------------- |
| ۱   | چهارشنبه ۲۰:۰۰ | ۱۴ اکتبر ۲۰۱۵   | ۱۵ ژوئن ۲۰۱۶ | ۳۵           | ۱–۳۵          | ۲۰۱۵–۲۰۱۶ | استار تی‌وی      |
| ۲   | چهارشنبه ۲۰:۰۰ | ۲۱ سپتامبر ۲۰۱۶ | ۲۱ ژوئن ۲۰۱۷ | ۳۹           | ۳۶–۷۴ (نهایی) | ۲۰۱۶–۲۰۱۷ | استار تی‌وی      |

### پخش ایران
| فصل | روز پخش و زمان         | شروع فصل       | پایان فصل     | تعداد قسمت‌ها | شماره قسمت‌ها    | سال پخش   | کانال تلویزیونی |
| --- | ---------------------- | -------------- | ------------- | ------------ | --------------- | --------- | --------------- |
| ۱   | جمعه تا چهارشنبه ۲۲:۰۰ | ۳۰ دسامبر ۲۰۱۶ | ۲۴ مه ۲۰۱۷    | ۱۲۶          | ۱–۱۲۶           | ۲۰۱۶–۲۰۱۷ | جم سریز         |
| ۲   | جمعه تا چهارشنبه ۲۲:۰۰ | ۲۶ مه ۲۰۱۷     | ۵ نوامبر ۲۰۱۷ | ۱۴۱          | ۱۲۷–۲۶۷ (نهایی) | ۲۰۱۷      | جم سریز         |

## جوایز
| سال  | جایزه                                    | رده                                          | نتیجه |
| ---- | ---------------------------------------- | -------------------------------------------- | ----- |
| ۲۰۱۷ | Magazinci.com جوایز اسکار مجله اینترنتی  | بهترین بازیگر مکمل زن (زرین تکیندر)          | برنده |
| ۲۰۱۷ | جشنواره روزنامه آیاکلی                   | بهترین بازیگر مکمل زن (ملیسا آسلی پاموک)     | برنده |
| ۲۰۱۷ | جوایز پروانه طلایی                       | بهترین بازیگر زن جوان (هازال فیلیز کوچوکوسه) | برنده |
| ۲۰۱۷ | چهل و پنجمین جشنواره بین‌المللی جایزه امی | بهترین سریال تلویزیونی                       | برنده |
| ۲۰۱۶ | کنفرانس بین‌المللی بهداشت و ایمنی شغلی    | جایزه مخصوص                                  | برنده |
| ۲۰۱۶ | جشنواره هدف طلایی                        | بهترین بازیگر مکمل زن (هازال فیلیز کوچوکوسه) | برنده |
| ۲۰۱۶ | روزنامه‌نگار مجله KKTC                    | بهترین بازیگر مکمل زن (هازال فیلیز کوچوکوسه) | برنده |
| ۲۰۱۶ | Magazinci.com رسانه اینترنتی (بهترین)    | بهترین عملکرد تلویزیون سال (بوراک اوزچویت)   | برنده |
| ۲۰۱۶ | Magazinci.com رسانه اینترنتی (بهترین)    | بهترین سریال سال                             | برنده |
| ۲۰۱۶ | Magazinci.com رسانه اینترنتی (بهترین)    | بهترین بازیگر زن (نسلیهان آتاگول)            | برنده |
| ۲۰۱۶ | جشنواره هدف طلایی                        | بهترین بازیگر زن (نسلیهان آتاگول)            | برنده |
| ۲۰۱۶ | جشنواره موزیکونیر                        | بهترین بازیگر زن (نسلیهان آتاگول)            | برنده |
| ۲۰۱۶ | جوایز پروانه طلایی                       | بهترین بازیگر زن جوان (ملیسا آسلی پاموک)     | برنده |
| ۲۰۱۶ | جشنواره بین‌المللی درام سئول              | بهترین سریال                                 | برنده |
| ۲۰۱۵ | جشنواره تلویزیونی بیلکنت                 | بهترین بازیگر درام (بوراک اوزچویت)           | برنده |
| ۲۰۱۵ | جشنواره روزنامه آیاکلی                   | بهترین بازیگر (بوراک اوزچویت)                | برنده |
| ۲۰۱۵ | جشنواره روزنامه آیاکلی                   | بهترین بازیگر زن (نسلیهان آتاگول)            | برنده |
| ۲۰۱۵ | جشنواره روزنامه آیاکلی                   | بهترین بازیگر مکمل (کان اورگانجی‌اغلو)        | برنده |
| ۲۰۱۵ | جشنواره روزنامه آیاکلی                   | بهترین بازیگر مکمل زن (زرین تکیندر)          | برنده |

## پخش بین‌المللی
مجموعهٔ تلویزیونی عشق بی‌پایان به دلیل محبوبیت بسیار، به زبان‌های مختلف از جمله ایتالیایی، فارسی، اسپانیایی، پرتغالی و عربی ترجمه و دوبله شده‌است. این سریال در اکثر کشورها به خصوص سرزمین‌های ترک‌نشین، ایران، جمهوری آذربایجان، جهان عرب، اروپای جنوب شرقی، آمریکای لاتین، کلمبیا و شیلی بسیار موفق و پربیننده بود.
| کشور                | شبکه                             | عنوان                                        | تاریخ شروع پخش                              | ساعت پخش      | قسمت‌ها |
| ------------------- | -------------------------------- | -------------------------------------------- | ------------------------------------------- | ------------- | ------ |
| الجزایر             | Echorouk TV CBC Benna            | حب أعمی (عشق کور)                            | ۲۲ اکتبر ۲۰۱۸                               | ۱۹:۰۰         |        |
| مراکش               | 2M TV                            | حب أعمی (عشق کور)                            | ۱۲ مارس ۲۰۱۸                                | ۱۸:۳۰         |        |
| کوزوو               | RTV 21                           | Kara Sevda (عشق سیاه)                        | ۷ آوریل ۲۰۱۶                                | ۲۰:۰۰         |        |
| آلبانی              | Jolly HD                         | Dashuri e pafund (عشق بی‌پایان)               | ۲۶ مه ۲۰۱۶                                  | ۲۱:۰۰         |        |
| یونان               | Mega TV                          | Kara Sevda (عشق سیاه)                        | ۱۲ ژوئن ۲۰۱۶                                | ۱۷:۵۰         |        |
| یونان               | Skai TV                          | Kara Sevda (عشق سیاه)                        | ۱۵ ژوئیه ۲۰۱۸ (فصل ۲)                       | ۱۷:۳۰         |        |
| کلمبیا              | Caracol Televisión               | Kara Sevda: Amor Eterno (عشق سیاه: عشق ابدی) | ۱۸ اکتبر ۲۰۱۶                               | ۱۷:۳۰         |        |
| مکزیک               | Imagen Televisión                | Amor Eterno (عشق ابدی)                       | ۱۸ اکتبر ۲۰۱۶                               | ۱۸:۰۰         |        |
| مجارستان            | Duna TV                          | Végtelen szerelem (عشق بی‌نهایت)              | ۲۴ نوامبر ۲۰۱۶                              | ۱۸:۳۵         |        |
| صربستان             | RTV Pink                         | Beskrajna ljubav (عشق بی‌نهایت)               | ۹ ژانویه ۲۰۱۷                               | ۲۰:۰۰ / ۲۱:۰۰ |        |
| مونته‌نگرو           | Pink M                           | Beskrajna ljubav (عشق بی‌نهایت)               | ۹ ژانویه ۲۰۱۷                               | ۲۰:۰۰         |        |
| ایران               | GEM Series                       | Okeea (اُکیا)                                 | ۳۰ دسامبر ۲۰۱۶                              | ۲۲:۰۰         | ۲۶۷    |
| لیتوانی             | LNK                              | Amžina meilė (عشق ابدی)                      | ۱۷ فوریه ۲۰۱۷                               | ۱۵:۳۰         |        |
| امارات متحده عربی   | OSN Yahala                       | الحب الأعمی (عشق کور)                        | ۱۵ مارس ۲۰۱۷                                |               |        |
| رومانی              | Kanal D                          | Dragoste infinită (عشق بی‌نهایت)              | ۲۰ مارس ۲۰۱۷                                | ۲۰:۰۰         |        |
| اسلواکی             | TV Doma                          | Nekonečná láska (عشق بی‌پایان)                | ۳ آوریل ۲۰۱۷                                | ۲۰:۳۰         | ۲۴۴    |
| اندونزی             | TV One                           | Endless love (عشق بی‌پایان)                   | ۱۵ آوریل ۲۰۱۷                               | ۱۱:۰۰ ۱۰:۰۰   |        |
| شیلی                | Mega                             | Sevda: Amor Robado (عشق: عشق دزدیده‌شده)      | ۲۰ آوریل ۲۰۱۷                               | ۱۷:۳۰         |        |
| کرواسی              | Nova TV                          | Bit ćeš moja (تو مال منی)                    | ۱۲ ژوئن ۲۰۱۷                                | ۲۱:۳۰         |        |
| عراق                | Kurdmax TV                       | ئه‌شقی شێتانه (عشق بی‌پایان)                   | ۲۰ ژوئیه ۲۰۱۶                               | ۲۰:۰۰         |        |
| افغانستان           | Tolo TV                          | Nihan (نهان)                                 | ۲۶ ژوئیه ۲۰۱۷                               | ۲۰:۰۰         |        |
| اوکراین             | ۱+۱                              | Нескінченне кохання (عشق بی‌نهایت)            | ۲۸ اوت ۲۰۱۷                                 | ۱۷:۱۰         |        |
| ازبکستان            | Zo'r TV                          | Sevgi iztirobi (درد عشق)                     | ۳۰ اوت ۲۰۱۷                                 | ۲۰:۰۰         |        |
| بلغارستان           | Bulsatcom Diema Family           | Черна любов (عشق سیاه)                       | ۲۵ سپتامبر ۲۰۱۷ ۲۰ نوامبر ۲۰۱۷              | ۲۱:۰۰         |        |
| اسلوونی             | POP TV                           | Moja boš (تو مال منی)                        | ۳ ژانویه ۲۰۱۸، ۱۶ آوریل ۲۰۱۸، ۱۷ آوریل ۲۰۱۸ | ۲۰:۰۰، ۲۱:۰۰  |        |
| آنگولا              | Zap Novelas                      | Amor Eterno (عشق ابدی)                       | ۴ ژانویه ۲۰۱۸                               | ۲۰:۰۰         |        |
| موزامبیک            | Zap Novelas                      | Amor Eterno (عشق ابدی)                       | ۴ ژانویه ۲۰۱۸                               | ۲۱:۰۰         |        |
| مقدونیه شمالی       | Sitel TV                         | Карасевда (عشق سیاه)                         | ۳۱ ژانویه ۲۰۱۸                              | ۲۲:۱۰         |        |
| بوسنی و هرزگوین     | Hayat TV Alternativna televizija | Beskrajna ljubav (عشق بی‌نهایت)               | ۱ فوریه ۲۰۱۸                                | ۱۶:۰۰ ۲۰:۰۰   |        |
| کره جنوبی           | TBA                              | Blind Love (عشق تاریک)                       | TBA                                         | TBA           |        |
| لبنان               | New TV                           | Lhob L’aama (عشق شعله‌ور)                     | ۲۴ سپتامبر ۲۰۱۸                             | ۱۸:۵۰         |        |
| لهستان              | TVP 1                            | Wieczna Miłość (عشق ابدی)                    | ۲۴ اوت ۲۰۱۸                                 | ۱۶:۰۵         |        |
| آفریقای جنوبی       | eExtra                           | BitterSoet (تلخ و شیرین)                     | ژانویه ۲۰۱۹                                 | ۱۹:۰۰         |        |
| تونس                | نسمه                             | El Hob Eli Kweni (من عاشقتم)                 | ۲۴ سپتامبر ۲۰۱۸                             | ۲۱:۰۰         |        |
| ایالات متحده آمریکا | یونیویزیون                       | Amor Eterno (عشق ابدی)                       | ۸ ژوئیه ۲۰۱۹                                | ۱۹:۰۰         |        |